# Thecla vena
Thecla vena är en fjärilsart som beskrevs av Druce 1907. Thecla vena ingår i släktet Thecla och familjen juvelvingar. Inga underarter finns listade i Catalogue of Life.